# Oxypetalum wightianum
Oxypetalum wightianum är en oleanderväxtart som beskrevs av William Jackson Hooker och Arn.. Oxypetalum wightianum ingår i släktet Oxypetalum och familjen oleanderväxter. Inga underarter finns listade i Catalogue of Life.